# Twann-Tüscherz
Twann-Tüscherz (Frans: Douanne-Daucher) is een gemeente in het Zwitserse kanton Bern, en maakt deel uit van het district Biel/Bienne.
Twann-Tüscherz telt 1.113 inwoners.

## Geschiedenis
De gemeente is op 1 januari 2010 ontstaan door de fusie van de toenmalige zelfstandige gemeenten Tüscherz-Alfermée en Twann.
Aegerten · 
Bellmund · 
Biel/Bienne · 
Brügg · 
Evilard · 
Ipsach · 
Lengnau (BE) · 
Ligerz · 
Meinisberg · 
Mörigen · 
Nidau · 
Orpund · 
Pieterlen · 
Port · 
Safnern · 
Scheuren · 
Schwadernau · 
Sutz-Lattrigen · 
Twann-Tüscherz